# Dia (software)
Dia è un software libero per la creazione di diagrammi, sviluppato come parte del progetto GNOME. Ha un'architettura modulare che include varie librerie grafiche per disegnare vari tipi di diagrammi: diagrammi di flusso, circuiti elettrici, circuiti booleani, modelli UML, diagrammi di rete, modelli E-R ed altri schemi.

## Formato
Il formato di file nativo di Dia è il .dia, ovvero documenti in XML compressi con gzip per risparmiare spazio.
Dia può esportare i suoi diagrammi in PostScript, SVG, AutoCAD DXF ed altri formati immagini. Si possono creare script per Dia usando Python e interfacciarsi ad altri programmi.
L'aggiunta di nuove librerie grafiche si effettua creando appositi file XML che contengano istruzioni scritte in un sottoinsieme dell'SVG.

## Sviluppo
Lo sviluppo, come parte del progetto GNOME, procede orientato a distribuire rilasci ufficiali per Ubuntu, OpenSUSE, Microsoft Windows ed MacOS dove però per questi ultimi due occorre preinstallare le librerie GTK+.
Gli sviluppatori di Dia affermano di aver preso spunto da Microsoft Visio, di cui danno retro-compatibilità permettendo l'esportazione nel formato proprietario .vdx.